# 王稼祥
王稼祥（1906年8月15日—1974年1月25日），原名嘉祥，又名稼啬，安徽泾县桃花潭镇厚岸村人，中国共产黨、中华人民共和国政治人物，原副国级领导人，对外工作的开拓者之一。
王稼祥早年在莫斯科中山大学学习，是“二十八个半布尔什维克”之一。第一次国共内战时期，历任中共中央党报委员会秘书长、中国工农红军总政治部主任、苏区外交人民委员会委员、中央军委副主席、中央三人军事小组成员，参加长征。抗日战争时期，历任中共中央军委副主席兼八路军总政治部主任、八路军军政学院院长等职，并首度提出“毛泽东思想”。第二次国共内战时期，任中共中央東北局城市工作部部長、宣传部部长。中华人民共和国成立后，历任中国驻苏联大使、外交部副部长、中联部部长。中央国际活动指导委员会主任委员、中共中央书记处书记等职务。文化大革命时期，因“三和一少”路线而遭迫害。1974年1月25日，在北京逝世。1979年平反，恢復黨內榮譽。

## 生平

### 早年生涯
1906年8月15日，王稼祥出生于安徽省泾县厚岸村一个小地主兼商人家庭:1。七岁进入村中的柳溪小学读书。1919年毕业后又读了一段时间私塾。1922年，王稼祥进入圣公会开办的南陵县乐育学校读书。1924年成绩优秀的王稼祥直接升入芜湖的圣雅各中学高中部就读。课余期间他受到宣传社会革命书刊的影响，开始参与革命活动。1925年4月，王稼祥组织了圣雅各中学的学生反对强制学习圣经和祈祷，被学校开除:23。1925年9月，王稼祥赴沪入上海大学附中，加入共青团:30。同年10月赴苏，进入莫斯科中山大学学习。由于英语基础好，他和张闻天、沈泽民等人编入英文班，直接听外语讲课。
1927年，莫斯科中山大学校长卡爾·拉狄克被解职，副校长米夫还在中国，所以教务长阿古尔代理校长，主持学校工作；这和支部书记谢德尼可夫产生冲突，支持两派的学生也被被称之为“教务派”和“支部派”。1928年初，中山大学少共支部局一些人对学校支部局工作不满。校支部局以无视党的领导为名，给他们扣上了“先锋主义”帽子，并重新改组少共支部。两派斗争在1928年夏達到高峰，因此召开了十天会议，讨论学校支部局的工作，当时苏共区委书记芬可夫斯基压阵支持学校支部局，虽然遭到多数学生反对，但在博古等少数派支持下，仍然通过表决，支持学校支部局工作。会后，因擁護支部局的一派骄傲起来，反对派起名绰号“二十八个半布尔什维克”，王稼祥为其中之一。
1928年2月，王稼祥由团转入中国共产党，入红色教授学院深造，同时在中山大学开设《中国问题》课程:47-49。

### 第一次国共内战时期

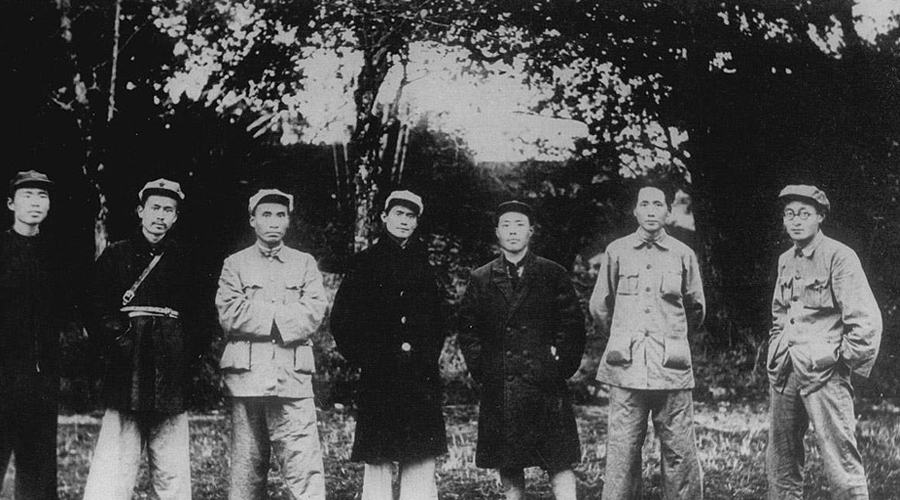
1931年11月中共苏区中央局委员合影，依次为顾作霖、任弼时、朱德、邓发、项英、毛泽东、王稼祥

1930年2月，王稼祥回国，任中共中央宣传部干事，中央党报委员会秘书长:54。他曾批评过李立三立即组织全国暴动的观点，被向忠發指责，被给予党内严重警告处分，调往香港担任记者:55。12月份，中央政治局撤销了他的处分，王稼祥重新被调回上海。1931年1月，中共六届四中全会后，王稼祥担任党报委员会秘书长。2月，和任弼时、顾作霖经香港、广州周转，前往中央苏区。此后，担任中央军委总政治部主任。1931年11月，第一次全国苏维埃代表大会在瑞金举行，王稼祥被任命为中华苏维埃共和国军委副主席和外交人民委员:76。在赣南会议上，指责毛泽东的路线是“狭隘经验论”、“富农路线”。
同年12月，他和刘伯坚、左权负责策划宁都起义。1932年2月，王稼祥改任中国工农红军总政治部主任。此后，参加了红军进攻赣州不克、攻克漳州和北上进攻的军事行动。此后，苏区中央局因急于求成，要求主动进攻；这和前线指挥的毛泽东主张“诱敌深入、分散发动群众”相违背。10月上旬，苏区中央局召开宁都会议，决定以病假方式撤销毛泽东军权，转给周恩来；王稼祥在会议上表示支持毛泽东:98。1933年，王稼祥协助朱德、周恩来在前方指挥作战，取得第四次反围剿战争的胜利。
1933年4月28日（一说为4月27日），王稼祥和周恩来等人在江西乐安县谷岗村红一方面军总部驻地开会时，被国民革命军飞机轰炸，弹片打进腹部负重伤，后来其自述：“我伤口大化脓，几乎死去。”弹片一直留在体内，留下了终身痛苦的后遗症。1933年9月5日，上海的共产国际代表致电询问是否同意受重伤的王稼祥去莫斯科治疗，9月9日共产国际执行委员会政治书记处政治委员会非常会议答复：“如果身体状况允许他完成这样的旅行，我们不反对他来这里。”同日发给上海临时中央局负责人李竹声的电报说：“同意科穆纳尔来这里，如果他的身体状况允许他进行这样长途旅行的话。”1934年1月，在中共六届五中全会当选中共中央政治局候补委员:119。2月，主持召开了中国工农红军第一次政治工作会议:120。在此期间，他保护了一批遭受打击的干部，包括邓小平、萧劲光。
1934年10月，王稼祥参加长征，与毛泽东、张闻天等同编入军委第一纵队:133。三人在行军途中多次交流，结成同盟，共同反对博古、李德。1934年12月在通道会议上，在王稼祥、周恩来和张闻天的支持下，毛泽东的红军改向贵州进军的意见被接纳，红军得以占领黎平:135。1935年1月，红军攻占遵义，其后召开政治局扩大会议，即遵义会议:138。会上，张闻天、毛泽东、王稼祥先后发言，抨击博古、李德的指挥，获得大多数认同。会议召开三日，最终决定增补毛泽东为中共中央政治局常委，王稼祥也晋升为政治局委员:142。3月12日，政治局会议决定由周恩来、毛泽东、王稼祥组成“三人团”，负责军事指挥:144。6月，中央红军与红四方面军会师；其后，王稼祥做了大量的说服工作，让张国焘暂时同意了北上的主张:150。此后，他随红一方面军到达陕北:154。

### 抗日战争时期

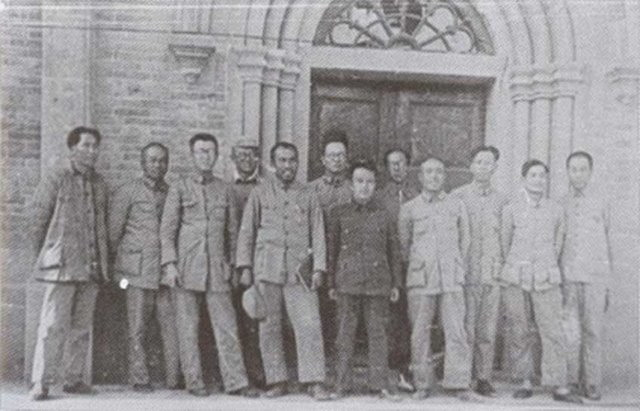
1938年秋的「六屆六中全會」上，左起毛澤東、彭德懷、王稼祥、張聞天、朱德、博古、王明、康生、項英、劉少奇、陳雲、周恩來

1936年10月，中共中央决定送王稼祥去苏联治疗:166。1937年7月，王稼祥经西安、天津、上海輾轉到達蘇聯治療傷病:177。11月起，他代替王明任中共驻共产国际代表，他積極向斯大林和季米特洛夫介紹中國革命和抗日战争的情況，介绍中共中央從中國實際出發製定的路線和方針，參與共產國際對中國问题的研究:183。1938年3月，任弼時到達蘇聯後，王稼祥又与任弼時一起做了許多工作，促使共產國際通過了肯定中国共产党政治路線和毛泽东的领导地位的決議:186。
1938年7月，王稼祥回國，先後在中央政治局會議和中共六屆六中全會上傳達共產國際的指示，進一步確立以毛泽东为主要代表的中共中央的領導和路線。会后，王稼祥担任中共中央軍委副主席、總政治部主任兼八路軍總政治部代主任、中共中央華中兼華北工作委員會主任、八路軍軍政學院院長等职务:197。他協助毛澤東主持軍委的日常工作，直接參與了中共中央的一系列重大決策。他主持创办《八路军军政杂志》，组建战地工作考察团，并组织在部队建立联络部:199。
延安整風初期，王稼祥担任中央學習組副組長，參與領導了整風運動:231。他参加起草的《中央关于增强党性的决定》，被列为整风运动学习文件之一:230。1943年7月，王稼祥发表《中国共产党与中国民族解放的道路》一文，率先提出了“毛澤東思想”的概念，并對毛澤東思想作了闡述。1945年6月9日，在中共七大上，得了二百零四票，不足半数，没有当选中央委员，因此失去进入政治局的资格。1945年6月10日，毛泽东在七大第20次会议上作了《关于第七届候补中央委员选举问题》报告，讲话共三个部分：
1. 希望大家重视这个选举。
2. 对王稼祥中央委员落选。
3. 关于东北问题，“我觉得这次要有东北地区的同志当选才好”。

整个讲话共4页，第二部分的篇幅占了2页半。毛泽东向全体代表一件一件地列举了王稼祥的功劳，特别讲到了在党史上两个重要关键的会议即遵义会议和六届六中全会上所起的重大作用，以及他为中央起草或主持起草了一些重要文件，并一篇一篇地列举了这些文件的名称。毛泽东说：“上面这些是大家不大知道的，是中央内部的事，我今天在这里必须讲一讲。”针对代表们提出的对王稼祥意见，有针对性地做了解释：“他现在病中，他的病也是在第四次反‘围剿’中负伤而起的。”“至于他有些缺点，如对干部关系，这是大家知道的。”“他是能够执行（中共七大）大会路线的，而且从过去看，在四中全会后第三次‘左’倾路线正在高涨时，在遵义会议时，在六中全会时，也都可以证明这一点。”“昨天选举中央委员，他没有当选，所以主席团把他做为候补中央委员的第一名候选人，希望大家选他。”1945年6月11日，七大公布候补中央委员选举结果，选出候补中央委员33人，王稼祥得票名列第二当选候补中央委员。

### 第二次国共内战时期
抗日战争胜利后，王稼祥在进行健康检查时发现之前治疗时受到X射线烧伤，已经发生溃烂，他只得再次赴蘇聯治病:273。1947年5月，他回到哈尔滨，担任中共中央東北局委員、城市工作部部長，主持了对哈尔滨的恢复和建设。1948年6月王稼祥曾起草了《城市工作大纲草案》，提出“发展生产、繁荣经济、公私兼顾、劳资两利”的方针:285。
1948年8月，王稼祥改任东北局宣傳部部長:287。在1949年3月的中共七届二中全会上，毛泽东和刘少奇肯定了王稼祥在东北采取的方针是正确的，王稼祥也递补为中央委员:295。同年6月至8月，王稼祥隨劉少奇赴蘇聯，通报中国革命进程、商谈建立中华人民共和国和发展中蘇关系等重要问题。同年9月，出席中国人民政治协商会议第一届全体会议:305。

### 中华人民共和国成立后

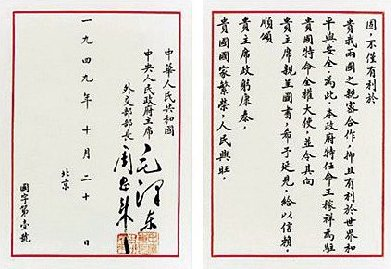
1949年10月20日中华人民共和国“国字第一号”国书，任命王稼祥为驻苏联大使。

1949年10月，王稼祥以中央人民政府外交部副部長的身份擔任第一任駐蘇聯大使:308。他參與安排毛澤東訪問蘇聯，參加了中蘇會談和《中蘇友好同盟互助條約》的簽訂。1950年夏，王稼祥身体不佳，到疗养院治疗和疗养，秋后回国，不再担任驻苏大使:332。1951年1月，王稼祥負責組建中共中央對外聯絡部並出任部長，同時仍兼任外交部副部長至1959年。他强调机构设置少而精，提高了工作效率:336。4月，王稼祥前往苏联，同斯大林等苏共领导人会谈，斯大林提出了以中国为主建立亚洲社会主义国家联盟的构想，王稼祥表示了不同意:335。1953年至1958年，任中央國際活動指導委員會主任委員:344。1954年，王稼祥参与日内瓦会议。
1956年9月，在中共八屆一中全會上當選為中央書記處書記:351。1957年，王稼祥及时停止了中联部内部的反右派斗争，没有扩大化:354。1958年11月，他认为人民公社办的过早了。1959年整顿人民公社时，毛泽东还特意要求将文件给王稼祥过目:355。1954年、1959年、1965年相繼當選為政協第二、三、四屆全國委員會常委。
1962年七千人大会后，大跃进造成的饥荒问题暴露。王稼祥和刘宁一、伍修权联名给周恩来、邓小平、陈毅写信，建议中共中央对外援助“实事求是，量力而行”，被毛泽东点名批评，被称作“三和一少”。王稼祥被撤除销了中联部部长的职务，遭到政治审查，他每日只是在家读书。1966年3月，离任中联部部长，擔任中央外事小組副組長:372。
1966年6月9日，中央文革小组成员王力首先向王稼祥发难，贴出了一张《这是一场什么性质的斗争》大字报。6月21日，康生带着王力到中联部看大字报，并在干部会上作报告，喊出“打倒刘邓王”的口号。1967年5月起，康生称批判“三和一少”还不够，要批判“三降一灭”:379。王稼祥此后屡遭批斗，在肉体和精神上的折磨下病危，在周恩来保护下才得以活了下来。1968年4月，被宣布隔离审查:380。1969年10月，林彪发布《林副主席指示第一号令》，据此王稼祥被下放到信阳，周恩来指示信阳地委，要让王稼祥安心休养。1970年冬，王稼祥患肺炎生命垂危，信阳地委给毛泽东发电报，毛泽东批准王稼祥回京治疗:385。
1972年5月20日至31日，中共中央在北京举行工作会议，为召开十大作准备。会前，根据毛泽东的意见，会议宣布解放谭震林、李井泉、王稼祥、乌兰夫等13位老干部。此后，在1973年中共十大上，王稼祥再次當選為中央委員。1974年1月24日，萧劲光来看望王稼祥，告诉他江青已经到海军发动“批林批孔”的活动。王稼祥对于矛头指向周恩来的这次运动十分忧心，次日凌晨因心脏病猝发逝世，終年68歲:395。王稼祥逝世后，中共中央于1月30日召开了追悼大会，中共中央、毛泽东送了花圈。1979年3月，中共中央宣布为王稼祥平反:397。

## 著作
《王稼祥选集》1989年人民出版社

## 家庭
王稼祥祖父王惟檀，父亲王承祖，母亲査端，父亲王承祖是一名商人，在南陵县经营当铺和油坊，母亲査端是一名农民，在泾县守着房子和30亩田地，王稼祥还有2个姐姐，大姐王招德，二姐王珍玉。大姐王招德嫁给吴之松，两人育有2女1子，女儿吴佩兰、吴佩芬、儿子吴报华，王招德在抗日战争之前因病去世。1949年中华人民共和国建国之后，王稼祥把吴报华调入北京市北戴河管理处工作，1966年，毛泽东发起文化大革命，红卫兵要求吴报华揭发王稼祥的罪行，吴报华遭受政治迫害，被迫跳海自尽，吴报华的妻子董亚男和两个儿子吴志刚、吴志力回到老家劳动为生。红卫兵对王命先进行批斗，王命先不堪受辱投湖自尽。
王稼祥一生结婚三次，1925年，王稼祥奉父母之命第一次结婚，妻子是他小学英语老师查文梅之女查瑞香；两人育有1子王命先，查瑞香在孩子不满一个月的时候去世。1928年，王稼祥正在苏联留学，他和一名在莫斯科的乌克兰姑娘结婚，一年之后离婚；1939年3月5日，王稼祥和朱仲丽在延安结婚，两人没有子女。
王稼祥的二姐王珍玉嫁给翟绍元，在农场养育王稼祥的儿子王命先、王招德的2个女儿1个儿子和自己的两个女儿翟新华、翟新民，1949年中华人民共和国建国之后，王稼祥接王珍玉夫妇到北京市居住和养病，女儿在北京市读大学，1966年文化大革命，王珍玉夫妇被赶出北京市，因为年迈，不得不一路乞讨回到安徽省老家，不久之后病逝，女儿翟新华在文革中担任北京阜外医院党支部书记、护士长，受到王稼祥的牵连，被红卫兵拉出来批斗，被逼得精神失常、服用安眠药自杀。
王稼祥有一个义子，名叫朱忠洪，在4821苏修特务案中被打成“现行反革命”，精神受创，“文革”结束前后来北京后失踪。
王稼祥有一个堂弟，名叫王柳华。